# Famille de Masevaux
La famille de Masevaux (en allemand : von Masmünster) est une famille noble originaire de Masevaux, en Haute-Alsace, éteinte en 1573. Ses principales possessions étaient les fiefs de Staffelfelden et de Wittelsheim, et la seigneurie de Masevaux de 1465 à 1531.
Elle a donné plusieurs chevaliers de Saint-Jean de Jérusalem.

## Histoire
Les premiers membres de la famille de Masevaux sont connus à partir de la fin du XIIe siècle, avec Nantwich et Burcardus, mentionnés en 1161. Elle porte son nom d'après la ville éponyme (all. Masmünster), à proximité de Mulhouse.
La famille de Masevaux a prêté diverses allégeances, avec :
- les comtes de Ferrette
- les ducs de Hasbourg
- les évêques de Bâle
- les évêques de Strasbourg

En 1361, Henri de Masevaux tient en fief de l'évêché de Bâle, un des deux châteaux qui existaient sur la commune de Masevaux.

## Personnalités
- Nantwich de Masevaux (fils de Burcardus ?), régisseur des fiefs des comtes de Ferrette, des ducs de Hasbourg, des évêques de Bâle et de Strasbourg.
- Burcardus de Masevaux (fils de Nantwich ?), régisseur des fiefs des comtes de Ferrette, des ducs de Hasbourg, des évêques de Bâle et de Strasbourg.
- Rodolphe de Masevaux, commandeur à Mulhouse en 1311[3], maître en Allemagne en 1330-1331, précepteur à Sélestat en 1334. Un monument funéraire en son nom se trouve à Soultz-Haut-Rhin.
- Bourcard de Masevaux, chevalier de Saint-Jean de Jérusalem, tué à Sempach le 9 juillet 1386 et inhumé à la cathédrale de Bâle.
- Jean-Ulrich de Masevaux ( à Soultz entre 1396 et 1402 et mort à Mulhouse en 1411), commandeur de Soultz, puis de Mulhouse[3].
- Jean de Masevaux, commandeur à Soultz et à Dorlisheim de 1407 à 1412, conseiller autrichien en 1424.
- Jeanne de Masevaux (1415-…), mariée avec Hermann II Waldner von Freundstein.
- Christoph de Masevaux († 1573), seigneur de Staffelfelden, dernier représentant masculin.
- Barbe de Masevaux (1525-1598), dernière représentante, mariée à Jacques Zorn de Bulach, puis à Pancrace de Ruest.

## Possessions
Leurs principales possessions : Staffelfelden et Wittelsheim.
Ils tiennent notamment Delle (1361) et la seigneurie de Masevaux (1465-1531) en gage.

## Alliances
- Famille de Waldner de Freundstein, famille de Morimont.